# جون فورسيث (عسكري)
جون فورسيث (بالإنجليزية: John Forsyth) هو عسكري أسترالي، ولد في 8 فبراير 1867 في بريزبان في أستراليا، وتوفي في 12 نوفمبر 1928 في فيكتوريا في أستراليا بسبب إنفلونزا.